# VJ

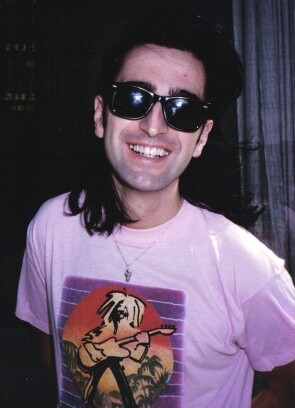
VJ (viết tắt của cụm từ tiếng Anh video jockey hay veejay) là một phát thanh viên chuyên giới thiệu các video âm nhạc và những buổi trình diễn trực tiếp trên sóng các kênh truyền hình âm nhạc

VJ (viết tắt của cụm từ tiếng Anh video jockey hay veejay) là một phát thanh viên chuyên giới thiệu các video âm nhạc và những buổi trình diễn trực tiếp trên sóng các kênh truyền hình âm nhạc thương mại như MTV, VH1, MuchMusic, Channel V và YanTV.